# 落櫻繽紛
《落櫻繽紛》（日語：桜ほうさら）為日本女作家宮部美幸創作的日本時代小説。原作連載於PHP研究所出版的月刊「文藏」2009年3月號至2012年10月號，經增訂改寫後，小說於2013年2月25日由PHP研究所出版，2014年1月1日由NHK改編為正月時代劇。

## 劇情概要
這是古橋笙之介的尋找殺父仇人之旅。因緣際會之下，寄居在一間長屋，替老闆謄寫文書之餘暗中打探消息。醉到好像沒清醒過的老爹、笑口常開的寡婦、人小鬼大的少年、暗戀自己的女孩、躲在門簾後嘮叨的老婆婆、辛勤工作的鰻魚店夫婦檔…來來往往的房客，著實讓他大開眼界，增長見識！此時他遇見了一位古靈精怪的可愛女子，他的身分也因此被揭穿…

## 登場人物
- 古橋笙之介：玉木宏
- 和香：貫地谷栞
- 古橋勝之介：橋本聰
- 太一：鏑木海智
- 阿秀：大路惠美
- 阿達：小柳友貴美
- 鹿藏：遠山俊也
- 阿鹿：水木薫
- 阿通：小川智彩葵
- 佳苗：萬田久子
- 村田屋治兵衛：六角精兒
- 代書屋：武井壯
- 代書屋：螢雪次朗
- 古橋里江：市毛良枝
- 古橋宗左右衛門：桂文珍
- 梨枝：高島禮子
- 押込御免郎：風間杜夫
- 坂崎重秀：北大路欣也

### 製作團隊
- 原作：宮部美幸
- 劇本：大森美香
- 音樂：佐藤直紀
- 旁白：檀富美
- 導演：片岡敬司
- 時代考證：大石學
- 醫學指導：冨田泰彦
- 動作指導：久世七曜會 久世浩
- 所作指導：橘芳慧
- 書道指導：望月曉云
- 書道副指導：鈴木曉昇
- 製作總指揮：佐野元彦、原林麻奈
- 技術協助：NHK媒體科技
- 美術協助：NHK美術
- 製作：NHK

## 外部連結
- 落櫻繽紛－PHP研究所官方網站 （页面存档备份，存于）
- NHK正月時代劇 落櫻繽紛－NHK官方網站
- 落櫻繽紛－中文譯名的由來 （页面存档备份，存于）